# Comando Supporti Logistici
Il Comando dei Supporti Logistici (COMSUPLOG) è una grande unità logistica dell'Esercito italiano.
Il COMSUPLOG è posto alle dipendenze del Comando logistico dell'Esercito.

## Funzioni
Ha il compito di assicurare il cosiddetto “supporto di teatro” nelle operazioni militari e di garantire il supporto logistico di seconda linea a favore delle grandi unità di livello Divisione e Corpo d’Armata.
Inoltre eroga il supporto sanitario in ambito operativo, con l’enucleazione di complessi sanitari campali, schierabili in diverse articolazioni.

## Storia
Inizialmente costituito nel 2014 a Verona come “Comando Supporti” delle Forze Operative Terrestri.
Il Comando viene riconfigurato nel 2016 assumendo l'odierna denominazione e trasferito alla Cecchignola di Roma.
Inizialmente dipendente dal Comando delle Forze Operative Terrestri di Supporto, è quindi passato sotto le dipendenze del Comando logistico dell'Esercito.
Per l'attività svolta nell'ambito dell'emergenza Covid, con decreto presidenziale n. 349 del 30 dicembre 2020, al Comando è stata conferita la Medaglia di Bronzo al Valore dell’Esercito.

## Organizzazione
- 6º Reggimento Logistico di Supporto generale (Budrio)
  - Comando Reggimento
    - Ufficio Maggiorità e Personale
    - Ufficio Operazioni Addestramento Informazioni (OAI)
    - Ufficio Logistico

  - Compagnia Comando e Supporto logistico (CCSL)
  - Battaglione Logistico
- Reggimento Gestione Aree di transito (Bellinzago Novarese)
  - Comando Reggimento
    - Ufficio Maggiorità e Personale
    - Ufficio Operazioni Addestramento Informazioni (OAI)
    - Ufficio Logistico
    - Ufficio Amministrazione

  - Compagnia Comando e Supporto logistico (CCSL)
  - Battaglione Gestione transito
  - Battaglione Logistico
  - Battaglione Gestione transito (Bari)
  - Battaglione Logistico (Bari)
- 1º Reparto di Sanità "Torino" (Torino)
  - Sezione Maggiorità e Personale
  - Sezione Operazioni Addestramento Informazioni (OAI)
  - Sezione Logistica
  - Compagnia Comando e Supporto logistico (CCSL)
  - Compagnia Sgomberi sanitari
  - Compagnia Sanità
  - Reparto alla Sede
- 3º Reparto di Sanità "Milano" (Bellinzago Novarese)
  - Sezione Maggiorità e Personale
  - Sezione Operazioni Addestramento Informazioni (OAI)
  - Sezione Logistica
  - Compagnia Comando e Supporto logistico (CCSL)
  - Compagnia Sgomberi sanitari
  - Compagnia Sanità
  - Reparto alla Sede
- 4º Reparto di Sanità "Bolzano" (Roma)
  - Sezione Maggiorità e Personale
  - Sezione Operazioni Addestramento Informazioni (OAI)
  - Sezione Logistica
  - Compagnia Comando e Supporto logistico (CCSL)
  - Compagnia Sgomberi sanitari
  - Compagnia Sanità
  - Reparto alla Sede
- 10º Reparto di Sanità "Napoli" (Persano)
  - Sezione Maggiorità e Personale
  - Sezione Operazioni Addestramento Informazioni (OAI)
  - Sezione Logistica
  - Compagnia Comando e Supporto logistico (CCSL)
  - Compagnia Sgomberi sanitari
  - Compagnia Sanità
  - Reparto alla Sede
- Museo storico della motorizzazione militare (Roma)